# 陶大邦
陶大邦（1559年—？），字治卿，號惺庵，浙江绍兴府會稽縣人，明朝舉人。

## 生平
萬曆二十八年（1600年）庚子科順天府鄉試第十三名舉人。

## 家族
曾祖陶㦉，贈霸州判官；祖父陶訥；父陶師轍。母倪氏。永感下。兄陶大有（山西副使）、陶大年（江西參政）、陶承學（禮部尚書贈太子太保）、陶大順（巡抚广西都御史）、陶幼學（雲南左布政）、陶大臨（吏部右侍郎赠礼部尚书、謚文僖）、陶大學。弟大圭、大储、大孚、大位、大音、陶玉（吉安府经历）、大猷（雲南都司断事）、大鹏。子允模、允槚、允楫、允相。